# Ctenuchidia virgo
Ctenuchidia virgo là một loài bướm đêm thuộc phân họ Arctiinae, họ Erebidae.